# Ulotrichales
Ulotrichales, red zelenih algi u razredu Ulvophyceae. Postoji preko 200 vrsta u desetak porodica.

## Porodice
1. Binucleariaceae Škaloud & Leliaert
2. Collinsiellaceae Chihara
3. Gayraliaceae K.L.Vinogradova
4. Gloeotilaceae Ettl & Gärtner
5. Gomontiaceae De Toni
6. Hazeniaceae Škaloud & Leliaert
7. Helicodictyaceae Whitford & G.J.Schumacher
8. Kraftionemaceae Wetherbee & Verbruggen
9. Monostromataceae Kunieda
10. Planophilaceae Škaloud & Leliaert
11. Sarcinofilaceae Škaloud & Leliaert
12. Tupiellaceae Škaloud & Leliaert
13. Ulotrichaceae Kützing
14. Ulotrichales familia incertae sedis